# نیملن
نیملن (روسی: Нимелен) یک رود در سرزمین خاباروفسک کشور روسیه است.